# Éguilles
Éguilles är en kommun i departementet Bouches-du-Rhône i regionen Provence-Alpes-Côte d'Azur i sydöstra Frankrike. Kommunen ligger  i kantonen Aix-en-Provence-Sud-Ouest som ligger i arrondissementet Aix-en-Provence. År 2022 hade Éguilles 8 349 invånare.

## Befolkningsutveckling
Antalet invånare i kommunen Éguilles
Referens:INSEE